# All Saints Church (Odiham)
De All Saints Church (Allerheiligenkerk) is een kerkgebouw in de Engelse plaats Odiham, in het graafschap Hampshire. Op 24 november 1961 is de kerk door English Heritage als een Grade I gebouw ingeschreven op de Statutory List of Buildings of Special Architectural or Historic Interest.

## Geschiedenis
De oudste delen van het kerkgebouw zijn uit de vroege 13e eeuw. De oudste delen van de kerk zijn het koor en delen van de toren. Deze delen bevinden zich in het noorden van de kerk, achter een dichtgemetselde doorgang bevindt zich hier een wenteltrap. Deze trap komt uit op dezelfde hoogte als het doksaal. Het doksaal scheidt het priesterkoor van de ruimte waar de kerkgangers plaats nemen. Tot 1535 was de ruimte achter het doksaal versierd met glas-in-loodramen.
In de 15e eeuw werd de kerk uitgebreid, met onder andere twee kapellen, sindsdien heeft deze zijn vorm behouden. In 1647 werd de huidige toren gebouwd, deze verving een toren welke 
In 1968 en 1969 zijn twee ramen vervangen door ramen gemaakt door Patrick Reyntiens. In 1997 zijn de klokken gerenoveerd.
Hoewel de kerk in het rijke bisdom van Winchester ligt was het toch eigendom van de kanselier van de kathedraal van Salisbury. Mogelijk verklaart dit ook de restanten van een gebouw die naast de kerk zijn gevonden tijdens een archeologisch onderzoek.

## Exterieur
Aan de buitenzijde is de verf verwijderd waardoor de vuursteenblokken en puin zichtbaar zijn geworden. Elke zijde van de kerk heeft zeven steunberen met daartussen vensters in verschillende bouwstijlen. Aan de noordzijde van de kerk is een portiek met puntgevel. De boog boven de deur is een zogenaamde ellipsboog. Deze komt uit op de noordelijke zijbeuk.
In de 17e eeuw werd de kerktoren boven de hoogte van de overhangende daken herbouwd in rode baksteen. De toren zelf heeft een 13e-eeuws fundament van vuursteen en puin.

## Interieur
Verschillende delen van de kerk worden van elkaar gescheiden door arcades in verschillende stijlen en uit verschillende periodes. De arcade in het noorden heeft drie bogen, gesteund door 14e-eeuwse octagonale pilaren.
In de kerk staat ook een doopvont van rond het jaar 1500. Uit de 17e eeuw zijn meerdere houten elementen, waaronder het kansel en verschillende galerijen. In 2010 werden een aantal verwijderde galerijen gereconstrueerd aan de hand van de oude, om een nieuw orgel dat in 2011 geplaatst werd te ondersteunen.
In 1634 werd een preekstoel geplaatst. De kerk werd een ruimte met kerkbanken en galerijen. In het victoriaans tijdperk werden de kerkbanken verwijderd onder invloed van de Oxford-beweging, de kerkbanken werden vervangen door de huidige banken in de kerk.

## Archeologisch onderzoek
In 2001 is er archeologisch onderzoek verricht in de directe omgeving van de kerk. Iets ten oosten van de kerk werd er een mogelijke fundering blootgelegd, deze werd dankzij drainagewerkzaamheden gevonden. Om wat voor gebouw het gaat is niet duidelijk. Mogelijk gaat het om een soort van kapel of een sacristie.
Voor het onderzoek werden drie sleuven gegraven met lengtes van 1,40m tot 1,80m en breedtes van 1,40m of 1,50m. In de eerste sleuf werd onder andere een vuurstenen muurtje ontdekt. Hoe hoog de muur is, is niet bekend omdat de sleuf niet dieper werd gemaakt dan 33cm onder het maaiveld. Ook in de tweede sleuf, 20cm diep, werd een muur aangetroffen, deze ligt 10cm onder het maaiveld. Aan de binnenkant van de muur bevond zich mogelijk een graf. Ook in sleuf drie werd mogelijk een graf aangetroffen. Ook sleuf drie werd niet dieper gemaakt dan 20cm.
Het bouwwerk wordt geschat op een kleine 4 meter breed (noord-zuid) en ruim 3,80 diep (oost-west). De zuidelijke en oostelijke muren zijn beschadigd geraakt door het maken van graven. De muren kwamen vrijwel overeen met beschadigingen in de oostelijke muur van de kerk. Een dichtgemetselde deur in de zuidelijke muur van de kerk heeft zeer waarschijnlijk toegang verschaft tot het bouwwerk.